# Uvaria mendesii
Uvaria mendesii är en kirimojaväxtart som beskrevs av Jorge Américo Rodrigues Paiva. Uvaria mendesii ingår i släktet Uvaria och familjen kirimojaväxter. Inga underarter finns listade i Catalogue of Life.